# Литературная премия Эстонской ССР имени Юхана Смуула
Литературная премия Эстонской ССР имени Юхана Смуула (эст. Juhan Smuuli nimeline kirjanduse aastapreemia) — литературная премия. Не присуждается.

## История

Юхан Смуул

Присуждалась в Эстонской ССР в 1970—1989 гг.
Была учреждена 19 февраля 1970 года по предложению Союза писателей Эстонской ССР и Государственного издательского комитета Совета Министров Эстонской ССР с первоначальным названием Литературная премия Эстонской ССР.
С 1972 года премия носила имя выдающегося эстонского писателя Юхана Смуула (1922—1971).
С 1972 года присуждалось семь премий в шести номинациях: художественная проза, поэзия, драма, детская и юношеская литература, литературоведение и журналистика, литературный перевод (в номинации литературный перевод присуждалось две премии — за переводы с эстонского и на эстонский язык). Лауреатам вручались диплом и медаль.
Пять раз лауреатом премии становился Яан Кросс (1972, 1973, 1979, 1983, 1984) и дважды его жена Эллен Нийт (1971,1978), четырежды Вийви Луйк (1976, 1977, 1983, 1986), четыре премии на двоих (по две на каждого) получили братья-близнецы Юло и Юри Туулики.

## Лауреаты

### 1970
- художественная проза: Эрни Крустен («Занятие»)
- поэзия: Владимир Беэкман («Несуществующее дерево. Стихи 1965—1968»)
- фантастика: —
- детская и юношеская литература: Эно Рауд («Интересная кинокамера» и «История летающей тарелки»)
- литературная критика и журналистика: Сергей Исаков («Через годы и расстояния»)
- литературный перевод: Аугуст Санг (посмертно, за перевод на эстонский пьесы «Дознание» П. Вайса)

### 1971
- художественная проза: Эме Беэкман («Väntorel»)
- поэзия: Эллен Нийт («Птичник» и «День открытых дверей»)
- драма: Ральф Парве («Тьма значит ночь»)
- детская и юношеская литература: —
- литературная критика и журналистика: Аарне Винкель («Литература. Время. Человек.»)
- литературный перевод: Олев Йыги (за перевод на эстонский язык повести «Привычное дело» В. Белова)

### 1972
- художественная проза: Пол Куусберг («Вабадузе пуйестеэ» и «Улыбнись»)
- поэзия: Яан Кросс («Поток и трезубец»)
- фантастика: —
- детская и юношеская литература: Яан Раннап (русский перевод «Ефрейтор Йымм»)
- литературная критика и журналистика: Хейно Пухвел («Слова с ситом на руках»)
- литературный перевод: Ли Сеппель (за перевод на эстонский язык «Неисчерпаемость» Р. Рза[1]), Леон Тоом (посмертно за перевод «Südasuvel» П. Куусберга)

### 1973
- художественная проза: Яан Кросс («Между тремя чумами»)
- поэзия: Йоханнес Семпер (посмертно издано «Страницы, как листья с дерева»)
- художественная литература: Энн Ветемаа («Ужин на пятерых»)
- детская и юношеская литература: Владимир Беэкман («Рауа-Роберт»)
- Литературная критика и журналистика: Эндель Сыгель («Революция и литература»)
- литературный перевод: Дебора Вааранди (эстонские переводы Эйно Лейно «Самые красивые песни» и Эльви Синерво «Три смеха надо мной»), Эдуардас Астрамскас (перевод на литовский Калью Кангура «Тимбу-Лимбу, её придворные и мельники-снеговики»)

### 1974
- художественная проза: Пол Куусберг («Одна ночь»)
- поэзия: Уно Лахт («Моя дорогая провинция шерсти коттедж»)
- художественная литература: Керсти Мерилаас («Последние две линии»)
- детская и юношеская литература: Ико Маран («Лондист, настоящее имя Вант»)
- литературная критика и журналистика: Леннарт Мери («В воротах северного сияния»)
- литературный перевод: Лейли-Мария Каск («Любовь Свана» Марселя Пруста), Мария Кулишова …

### 1975
- художественная проза: Юло Туулик («Нога войны»)
- поэзия: Ли Сеппель («Тень вокруг огня»)
- художественная литература: Энн Ветемаа («Св. Сусанна или Школа мастеров»)
- детская и юношеская литература: Хольгер Пукк («Что вы знаете об Оскаре?»)
- литературная критика и журналистика: Юло Тонц («Рудольф Сирге. Краткая монография»)
- литературный перевод: Отто Самма (за перевод Л. Леонова «Вор», Н. Карамзина «Бедная Лиза», «Наталья, боярская дочь» и В. Вересаева «Записки врача»), Янис Жигурс (за перевод работы А. Х. Таммсааре «Я любил немца» и эстонских рассказов на латышский язык)

### 1976
- художественная проза: Пауль Куусберг («Капли дождя»)
- поэзия: Вийви Луйк («Пылискевад»)
- драматургия: Энн Ветемаа («Проблема смысла снова»)
- детская и юношеская литература: Айно Первик («Кункмур и капитан Трумм»)
- литературная критика и журналистика: Олев Йыги («Борозды и тени. Выбор критики II»)
- литературный перевод: Георг Мери и Харальд Раджамец (за перевод произведений Шекспира на эстонский), Александр Завгородний (прозаические произведения Пола Куусберга «Одна ночь»; «Эстонские народные сказки», «Калевипоэг» и другие переводы на украинский язык)

### 1977
- художественная проза: Вайно Илус («Сразу после детства»)
- поэзия: Матс Траат («Биографии Харалы»)
- художественная литература: Рейн Салури («Поездки мальчиков»)
- детская и юношеская литература: Вийви Луик («Леопольд помогает городу»)
- литературная критика: Майе Калда («О литературе и критике»)
- журналистика: Леннарт Мери («Серебристо-белый»)
- литературный перевод: Айн Каалеп (перевод сборника стихов «Зеркальные пейзажи» на эстонский язык), Лаймонис Камара (антология эстонской поэзии «Где гуляла Койдула …» на латышском языке)

### 1978
- художественная проза: Виллем Гросс («Мотивы молчания»)
- поэзия: Дебора Вааранди («В Белом Ветре»)
- драма: Мати Унт (спектакль «Коллонтай» и сценарий фильма «Спроси мёртвых за цену смерти»)
- детская и юношеская литература: Эллен Нийт («Новые и старые истории Триину и Таави»)
- литературная критика: Эндель Маллен («Эстонская литература 1975 года» и «Эстонская литература 1976 года»)
- журналистика: Вальтер Хеуэр («Мей Керес»)
- литературный перевод: Рейн Сепп («Песнь Нибелунга» на эстонский язык), Джульетта Плакидис (латышские переводы произведений С. Раннамаа и Э. Рауда)

### 1979
- художественная проза: Яан Кросс («Безумный император»)
- поэзия: Март Рауд («Странник»)
- художественная литература: Юри Туулик (слуховые игры «Маргит и Мария», «Goofy’s Go» и «Три дня в Греции»)
- детская и юношеская литература: Аста Пылдмяэ («Много в поле»)
- литературная критика: Харальд Пип («Звёздная книга. Литературные статьи 1968—1976»)
- журналистика: Эндель Нирк («Мозаичное хранилище. Размышления»)
- литературный перевод: Айта Курфельдт (перевод на эстонский романа А. Карпентьера «Потерянные следы»), Вера Рубер («У ворот северян» и другие русские переводы Л. Мере)

### 1980
- художественная проза: Мати Унт («Осенний бал»)
- поэзия: Бетти Альвер («Летающий город»)
- драма: Арди Лийвес («Страницы с одного дерева. Подборка драм» и «Страницы с другого дерева. Подборка комедий»)
- детская и юношеская литература: Эно Рауд («Опять эти накситролли!»)
- литературная критика: Нигол Андресен («Привет»)
- журналистика: Каарел Ирд («Cogito, Ergo Sum или думая о своих мыслях»)
- литературный перевод: Лембит Реммельгас (перевод на эстонский язык произведений К. Чапека «Гордубал. Метеор. Обычная жизнь. Первая спасательная»), Амиран Каладзе («Истории эстонских писателей» и другие грузинские переводы)

### 1981
- художественная проза: Юри Туулик («Деревенская тропа»)
- поэзия: Александр Сууман («Мы здесь, в Гиперборее»)
- художественная литература: Мерле Карусоо («Мне 13 лет»)
- детская и юношеская литература: —
- литературная критика: Георг Леец (посмертно за книгу «Абрам Петрович Ганнибал»)
- журналистика: Вольдемар Пансо («Театральные статьи»)
- литературный перевод: Отт Оямаа (перевод на эстонский язык романа Р. Мерле «Защищённые люди»), Тамара Вилсоне («Чёрный мотоциклист» М. Унта и другие переводы на латышский язык)

### 1982
- художественная проза: Рейн Салури («Рыба в лесу», «Двери открыты, двери закрыты»)
- поэзия: Керсти Мерилаас («Дано и принято»)
- фантастика: —
- детская и юношеская литература: Гарри Йыгисалу («Kärp»)
- литературная критика: Айно Ундла-Пылдмяэ («В белом цвете певца зари»)
- журналистика: Ине Виидинг («Репортаж с операционного стола»)
- литературный перевод: Хенрик Сепамаа (перевод пьес Ибсена на эстонский), Арнольд Тамм (перевод книги Беэкмана «И сто смертей»)

### 1983
- художественная проза: Яак Йыеруют («Raisakullid»)
- поэзия: Вийви Луйк («Жёсткая радость»)
- художественная литература: Вайно Вахинг и Мадис Кыйв («Фельман»)
- детская и юношеская литература: Хандо Руннель («Приятно думать»)
- литературная критика: Яан Кросс («Интервью» III)
- журналистика: Яан Тальтс и Пааво Кивине[эст.] («Воля»)
- литературный перевод: Эдвин Хидель (перевод на эстонский язык Д. Круди «Красное почтовое поле. Подсолнух»), Светлан Семененко (русский перевод романа «Осенний бал» Мати Унта)

### 1984
- художественная проза: Яан Кросс («Отъезд профессора Мартенса»)
- поэзия: Юхан Вийдинг («Спасибо и пожалуйста»)
- художественная литература: Яан Круусвалл («Цвета облаков»)
- детская и юношеская литература: Хельо Мянд («Маленькие одуванчики»)
- литературная критика: Нигол Андресен («Костюмы и огонь»)
- журналистика: Густав Эрнесакс («Волна поднимается»)
- литературный перевод: Валда Рауд (за перевод на эстонский язык книги Г. Элиота «Река Вески»), Эльвира Михайлова (русский перевод М. Траата «Были деревья, вещие братья»)

### 1985
- художественная проза: Герман Серго («Слабое зрение»)
- поэзия: Яан Каплинский («Вернись жемчужная сосна»)
- художественная литература: Тоомас Калль («Перерыв на обед»)
- детская и юношеская литература: Виктор Мазинг («На ты с дубом»)
- литературная критика: Айн Каалеп («О земле Земли и мировой литературе»)
- журналистика: Юло Туулик («Высокое небо»)
- литературный перевод литературы: Тию Кокла (перевод Михая Сюкёдса «Предварительное заключение. Поклонение Ингмару Бергману»), Алевтина Спрогис (за переводы на украинский «Я упал первым летом войны» и «Мотивы тишины» Виллема Гросса)

### 1986
- художественная проза: Вийви Луйк («Седьмая весна мира»)
- поэзия: Пауль-Ээрик Руммо («О, это моя душа искрится. Избранная поэзия»)
- художественная литература: Вальтер Удам («Ответ»)
- детская и юношеская литература: Харри Йыгисалу («Маалейб»)
- литературная критика и наука: Рудольф Пылдмяэ («О путях и творчестве К. Р. Якобсона»)
- журналистика: Юри Талвет («Путешествие в Испанию»)
- литературный перевод: Хенно Раянди (эстонские переводы «Мадам Бовари» Г. Флобера, «Сыновья и любовники» Д. Х. Лоуренса и «Гордость и предубеждение» Джейн Остин), Дануте Сирийос Гирайте (за перевод романа Я. Кросса «Безумие императора» на литовский язык)

### 1987
- художественная проза: Айра Кааль («Семь Истин и Семь Лжи»)
- поэзия: Бетти Альвер («Кораллы в Эмайыги»)
- художественная литература: Мати Унт («Духовный час на улице Яннсен»)
- детская и юношеская литература: Михкель Мутть («Näärivana»)
- литературные исследования и критика: Юрий Лотман («Александр Сергеевич Пушкин»)
- журналистика: Лембит Лаури («Ненаписанные мемуары»)
- литературный перевод: Арнольд Равель (перевод на эстонский «жилищ Анжи» П. Г. Эвандера и «Святой земли» П. Лагерквиста), Елена Позднякова (русский перевод романа А. Бикмана «Фристайл»)

### 1988
- художественная проза: Вальмар Адамс («Эста оживает»)
- поэзия: Андрес Лангемец («Переходы»)
- беллетристика: Яан Круусвалл («Ратуша Тишины»)
- детская и юношеская литература: Хейно Вяли («Нага»)
- литературная критика: посмертно Эрна Сиирак («Магия таланта»)
- журналистика: Эдгар Сависаар («Борьба за мышление», «Национальные отношения в Эстонии — 1970—1980-е годы», «Революция продолжается», «9000 метров над землёй»)
- литературный перевод: Майга Варик (перевод на эстонский язык романа «Белая гвардия» М. А. Булгакова), Александр Томберг (переводы Х. Кийге «Ранние годы. Бригадир» и Т. Калласа «Улица Эйзена» на русский язык)

### 1989
- проза: Арво Валтон («Путешествие с гидом»)
- поэзия: Хандо Руннель («Песни для эстонских мужчин», «Меч и зеркало»)
- художественная литература: Рейн Салури («Минек»)
- детская и юношеская литература: Мари Саат («Мина исэ»)
- литературная критика: посмертно Олев Йыги («Моменты и знаки»)
- журналистика: Кюлло Арьякас (серия статей «Внешняя политика Эстонской Республики»)
- литературный перевод: Линнарт Мялль (перевод «Беседы и суждения» Конфуция на эстонский), Александр Завгородний (за переводы на украинский язык романа «Безумный император» Я. Кросса и сказок «Снова те самые накситралли» Э. Рауда)